# Sajid Javid
Sajid Javid ( někdy přepisováno jako Sádžid Džavíd, * 5. prosince 1969 Rochdale) je britský konzervativní politik za Konzervativní stranu a bývalý manažer Deutsche Bank. Od dubna 2018 do července 2019 působil jako ministr vnitra ve druhé vládě Theresy Mayové Spojeného království, poté do února 2020 jako ministr financí ve vládě Borise Johnsona. Javid byl prvním Britem asijského původu, který zastával jeden ze čtyř předních britských úřadů (Velké státní úřady: premiér, ministr financí, ministr zahraničí a ministr vnitra). Od rezignace Matta Hancocka dne 26. června 2021 byl ministrem zdravotnictví ve vládě Borise Johnsona II.

## Původ a vzdělání
Sajid Javid se narodil v Rochdale, hrabství Lancashire, do britsko-pákistánské rodiny. V mládí žil dlouho v Bristolu. Vystudoval ekonomii a politologii na Exeterské univerzitě. Poté pracoval jako manažer v bankovnictví, kde byla jeho nejvyšší funkcí pozice v britské filiálce německé soukromé velkobanky Deutsche Bank.

## Politická kariéra
Členem Dolní sněmovny Spojeného království se stal po volbách v roce 2010, ve kterých kandidoval za Bromsgrove ve Worcestershiru.
Od 30. dubna 2018 ministrem vnitra ve druhé vládě Theresy Mayové, když nahradil Amber Ruddovou, která odstoupila kvůli skandálu kolem imigrace. Od 24. července 2019 byl Javid britským ministrem financí ve vládě Borise Johnsona. Obě dosavadní Javidovy vládní funkce patřily nejenže do užšího okruhu kabinetních ministrů, ale také ke čtyřem vrcholným funkcím, kterými jsou kromě oněch dvou ještě funkce premiéra a ministra zahraničí. Na funkci ministra financí rezignoval v únoru 2020.